# Grâces (Côtes-d'Armor)
Pour les articles homonymes, voir Grâces.
Grâces [gʁas] est une commune française située dans le département des Côtes-d'Armor, en région Bretagne. Son nom en breton est Gras-Gwengamp.

## Géographie

### Localisation
- 1Carte dynamique
- 2Carte OpenStreetMap
- 3Carte topographique
- 4Carte avec les communes environnantes

|          | Plouisy | Guingamp   |
| Moustéru | Grâces  | Ploumagoar |
|          | Coadout |            |

### Géologie et relief
La superficie de la commune est de 1 407 hectares ; son altitude varie entre 67 et 188 mètres.

### Hydrographie
Pour un article plus général, voir Réseau hydrographique des Côtes-d'Armor.
La commune est située dans le bassin Loire-Bretagne. Elle est drainée par le Trieux, le Bois de la Roche, le ruisseau de Prat-an-lan et le Touldu,,.
Le Trieux, d'une longueur de 72 km, prend sa source dans la commune de Kerpert et se jette  dans la Manche entre Lézardrieux et Ploubazlanec, après avoir traversé 21 communes. 

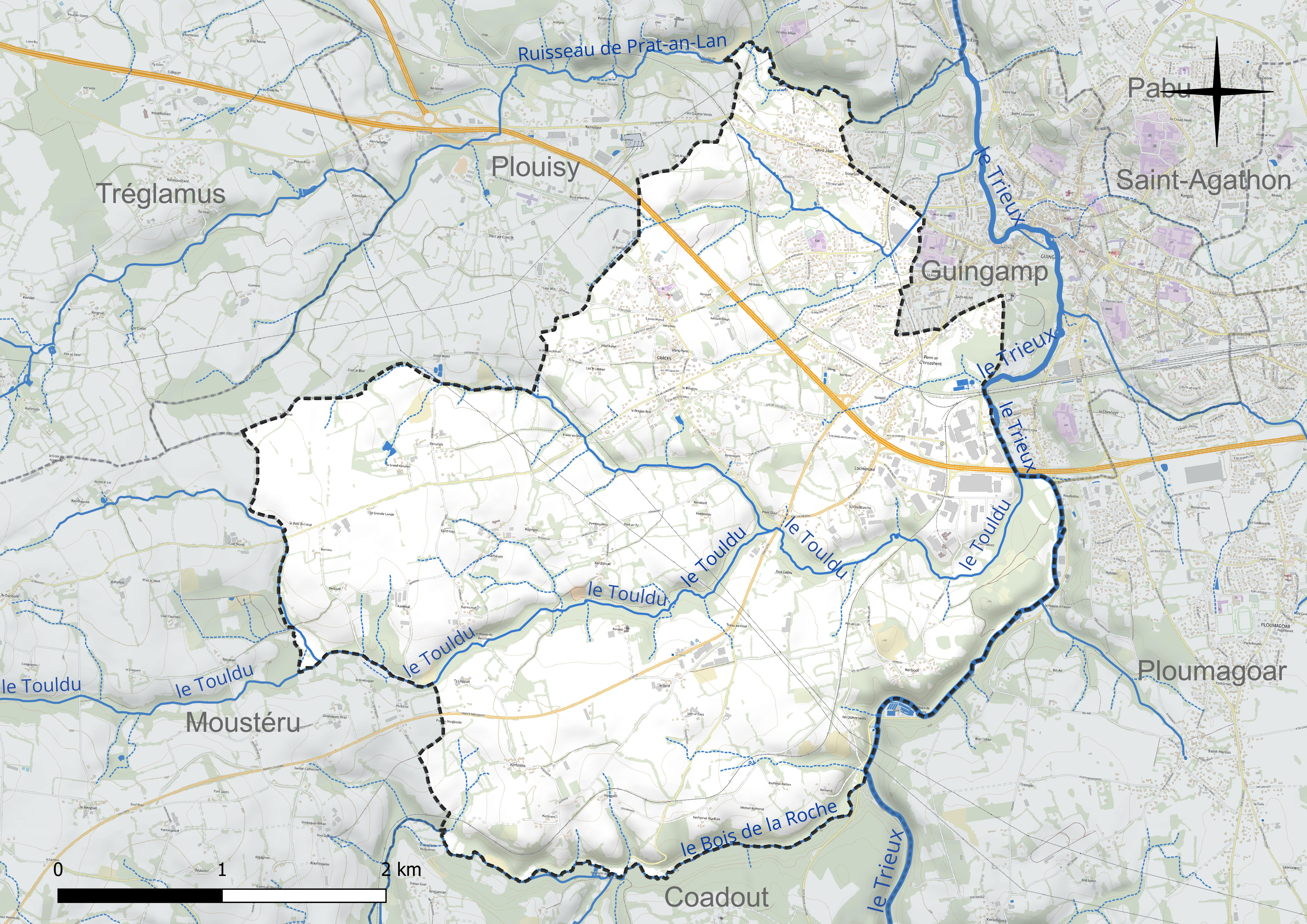
Réseau hydrographique de Grâces.

Le Bois de la Roche, d'une longueur de 15 km, prend sa source dans la commune de Pont-Melvez et se jette  dans le Trieux à Ploumagoar, après avoir traversé sept communes. 

### Climat
Pour des articles plus généraux, voir Climat de la Bretagne et Climat des Côtes-d'Armor.
En 2010, le climat de la commune est de type climat océanique franc, selon une étude du Centre national de la recherche scientifique s'appuyant sur une série de données couvrant la période 1971-2000. En 2020, Météo-France publie une typologie des climats de la France métropolitaine dans laquelle la commune est exposée à un climat océanique et est dans la région climatique Finistère nord, caractérisée par une pluviométrie élevée, des températures douces en hiver (6 °C), fraîches en été et des vents forts. Parallèlement l'observatoire de l'environnement en Bretagne publie en 2020 un zonage climatique de la région Bretagne, s'appuyant sur des données de Météo-France de 2009. La commune est, selon ce zonage, dans la zone « Intérieur  », exposée à un climat médian, à dominante océanique.
Pour la période 1971-2000, la température annuelle moyenne est de 10,9 °C, avec  une amplitude thermique annuelle de 10,9 °C. Le cumul annuel moyen de précipitations est de 893 mm, avec 15,2 jours de précipitations en janvier et 7,4 jours en juillet. Pour la période 1991-2020, la température moyenne annuelle observée sur la station météorologique la plus proche, située sur la commune de Lanleff à 19 km à vol d'oiseau, est de 11,7 °C et le cumul annuel moyen de précipitations est de 845,9 mm,. Pour l'avenir, les paramètres climatiques de la commune estimés pour 2050 selon différents scénarios d'émission de gaz à effet de serre sont consultables sur un site dédié publié par Météo-France en novembre 2022.

## Urbanisme

### Typologie
Au 1er janvier 2024, Grâces est catégorisée ceinture urbaine, selon la nouvelle grille communale de densité à 7 niveaux définie par l'Insee en 2022.
Elle appartient à l'unité urbaine de Guingamp, une agglomération intra-départementale dont elle est une commune de la banlieue,. Par ailleurs la commune fait partie de l'aire d'attraction de Guingamp, dont elle est une commune de la couronne,. Cette aire, qui regroupe 15 communes, est catégorisée dans les aires de moins de 50 000 habitants,.

### Occupation des sols
L'occupation des sols de la commune, telle qu'elle ressort de la base de données européenne d’occupation biophysique des sols Corine Land Cover (CLC), est marquée par l'importance des territoires agricoles (68,4 % en 2018), en diminution par rapport à 1990 (73,2 %). La répartition détaillée en 2018 est la suivante : zones agricoles hétérogènes (40,7 %), terres arables (27,7 %), zones urbanisées (15,4 %), forêts (8,5 %), zones industrielles ou commerciales et réseaux de communication (4 %), milieux à végétation arbustive et/ou herbacée (2,3 %), espaces verts artificialisés, non agricoles (1,5 %). L'évolution de l’occupation des sols de la commune et de ses infrastructures peut être observée sur les différentes représentations cartographiques du territoire : la carte de Cassini (XVIIIe siècle), la carte d'état-major (1820-1866) et les cartes ou photos aériennes de l'IGN pour la période actuelle (1950 à aujourd'hui).

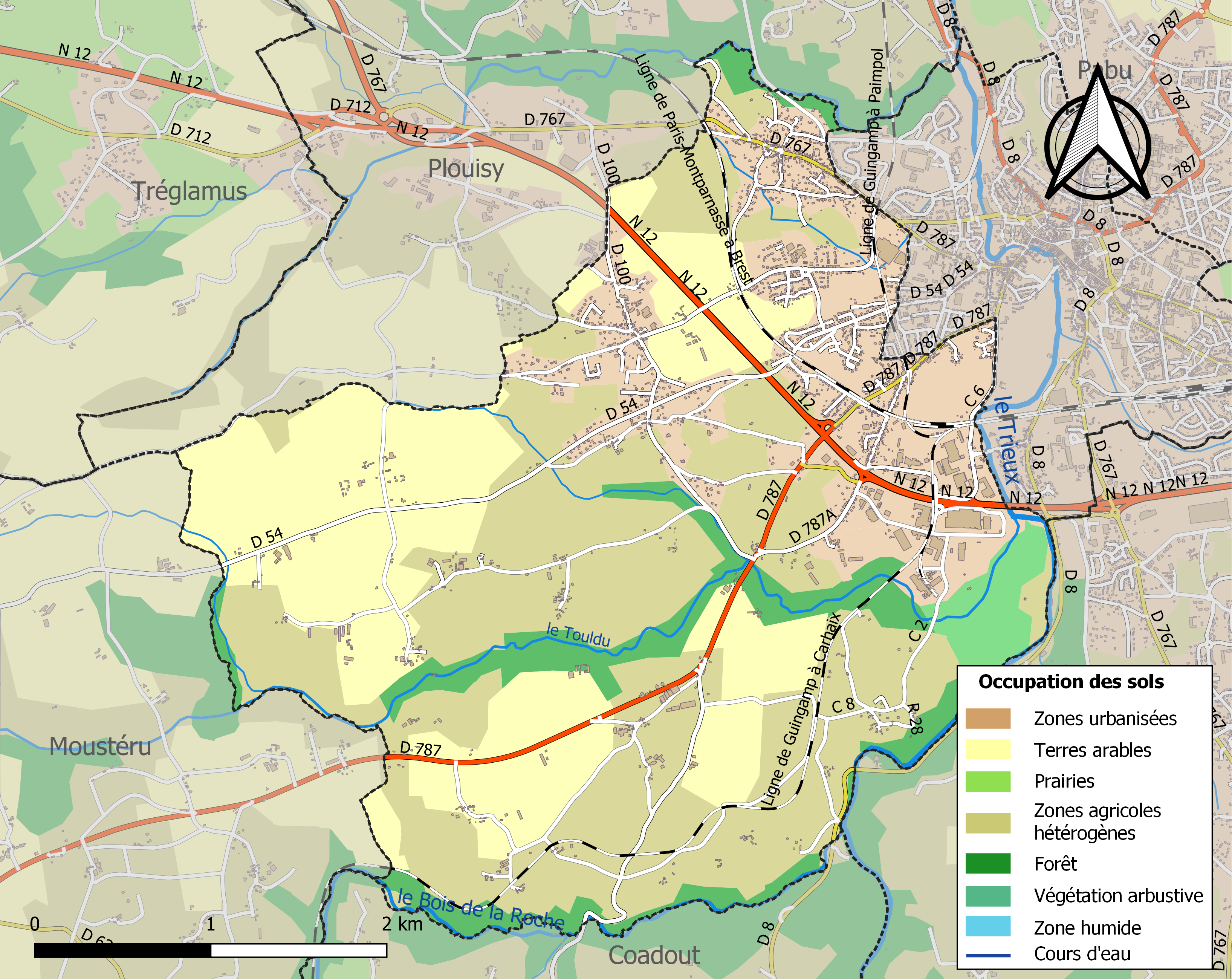
Carte des infrastructures et de l'occupation des sols de la commune en 2018 (CLC).

## Toponymie
Le nom de la localité est attesté sous les formes Grace en 1588 et Nostre-Dame de Grace en 1713.
Paroisse de Saint-Michel mentionnée au XIVe siècle, réunie à Guingamp en 1790, la commune a pris le nom de Grâce en 1793 puis Grâces en 1801.
Grâces doit son nom à la chapelle Notre-Dame-de-Grâces bâtie en 1506.

## Histoire

### LeXXesiècle

#### Les guerres duXXesiècle
Le monument aux morts porte les noms de 80 soldats morts pour la Patrie :
- 60 sont morts durant la Première Guerre mondiale ;
- 17 sont morts durant la Seconde Guerre mondiale ;
- 1 est mort durant la guerre d'Algérie ;
- 2 sont morts durant la guerre d'Indochine.

## Politique et administration

### Administration municipale
Le nombre d'habitants au dernier recensement étant compris entre 1 500 et 2 499, le nombre de membres du conseil municipal est de 19.

### Liste des maires

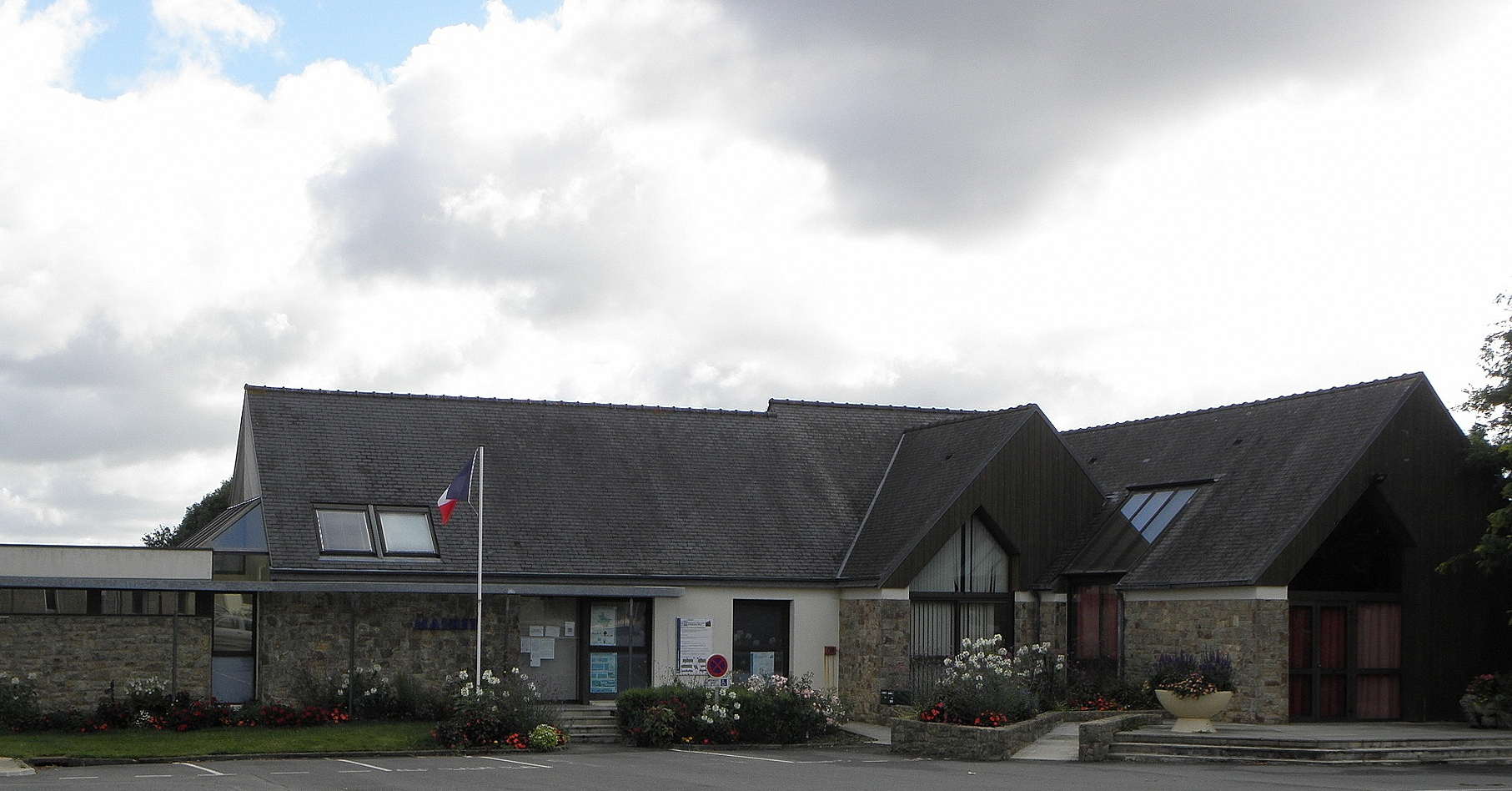
Mairie de Grâces.

### Jumelages
Au 15 mars 2015, Grâces n'est jumelée avec aucune commune.

## Démographie
Les habitants de la commune sont appelés les Gracieux.
L'évolution du nombre d'habitants est connue à travers les recensements de la population effectués dans la commune depuis 1793. Pour les communes de moins de 10 000 habitants, une enquête de recensement portant sur toute la population est réalisée tous les cinq ans, les populations de référence des années intermédiaires étant quant à elles estimées par interpolation ou extrapolation. Pour la commune, le premier recensement exhaustif entrant dans le cadre du nouveau dispositif a été réalisé en 2007.

En 2022, la commune comptait 2 588 habitants, en évolution de +3,11 % par rapport à 2016 (Côtes-d'Armor : +1,78 %, France hors Mayotte : +2,11 %).
| 1793  | 1800  | 1806  | 1821  | 1831  | 1836  | 1841  | 1846  | 1851  |
| ----- | ----- | ----- | ----- | ----- | ----- | ----- | ----- | ----- |
| 1 200 | 1 118 | 1 019 | 1 116 | 1 221 | 1 279 | 1 299 | 1 518 | 1 390 |

| 1856  | 1861  | 1866  | 1872  | 1876  | 1881  | 1886  | 1891  | 1896  |
| ----- | ----- | ----- | ----- | ----- | ----- | ----- | ----- | ----- |
| 1 331 | 1 371 | 1 431 | 1 368 | 1 423 | 1 446 | 1 383 | 1 317 | 1 288 |

| 1901  | 1906  | 1911  | 1921  | 1926  | 1931  | 1936  | 1946  | 1954  |
| ----- | ----- | ----- | ----- | ----- | ----- | ----- | ----- | ----- |
| 1 297 | 1 319 | 1 364 | 1 293 | 1 362 | 1 440 | 1 493 | 1 447 | 1 315 |

| 1962  | 1968  | 1975  | 1982  | 1990  | 1999  | 2006  | 2007  | 2012  |
| ----- | ----- | ----- | ----- | ----- | ----- | ----- | ----- | ----- |
| 1 300 | 1 435 | 1 769 | 2 308 | 2 481 | 2 424 | 2 410 | 2 409 | 2 464 |

| 2017  | 2022  | - | - | - | - | - | - | - |
| ----- | ----- | - | - | - | - | - | - | - |
| 2 528 | 2 588 | - | - | - | - | - | - | - |

## Culture locale et patrimoine

### Sites et monuments
La commune compte quatre monuments répertoriés aux monuments historiques et douze lieux et monuments répertoriés à l'inventaire général du patrimoine culturel. Par ailleurs, elle compte dix objets répertoriés à l'inventaire des monuments historiques et aucun objet repertorié à l'inventaire général du patrimoine culturel.
Monuments remarquables

L'inventaire des monuments historiques répertorie :
- le manoir de Kérurien, construit au XVIe siècle, est inscrit depuis le  31 janvier 1964[40] ;
- l'église Notre-Dame, construite au XVIe siècle, est classée depuis le 1er juillet 1907[41],[42] ;
- la croix du XVIe siècle est inscrite depuis le  22 février 1926[43] ;
- le château de Kéranno, construit en seconde moitié du XVIIe siècle, est inscrit depuis le  18 novembre 1965[44].

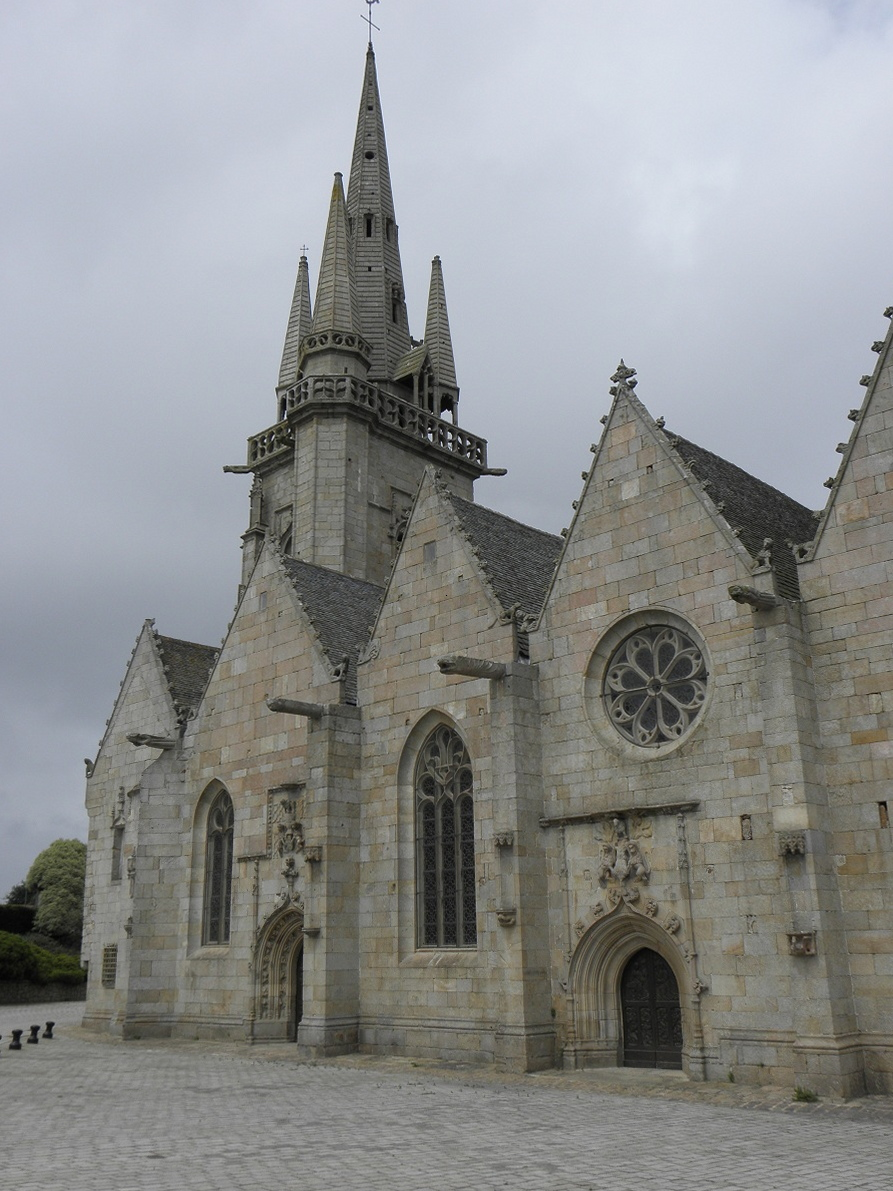
Église Notre-Dame de Grâces.
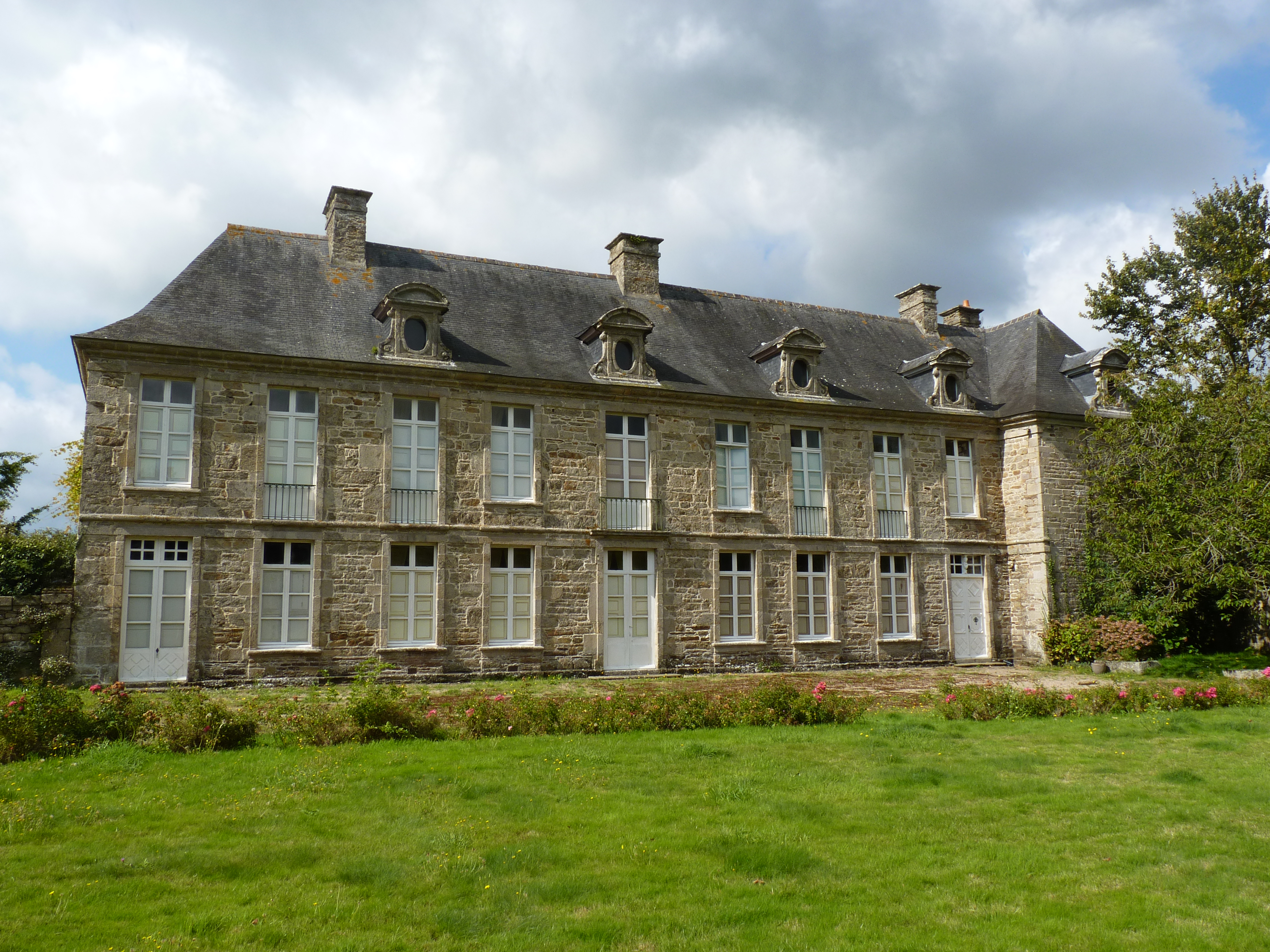
Château de Kéranno.
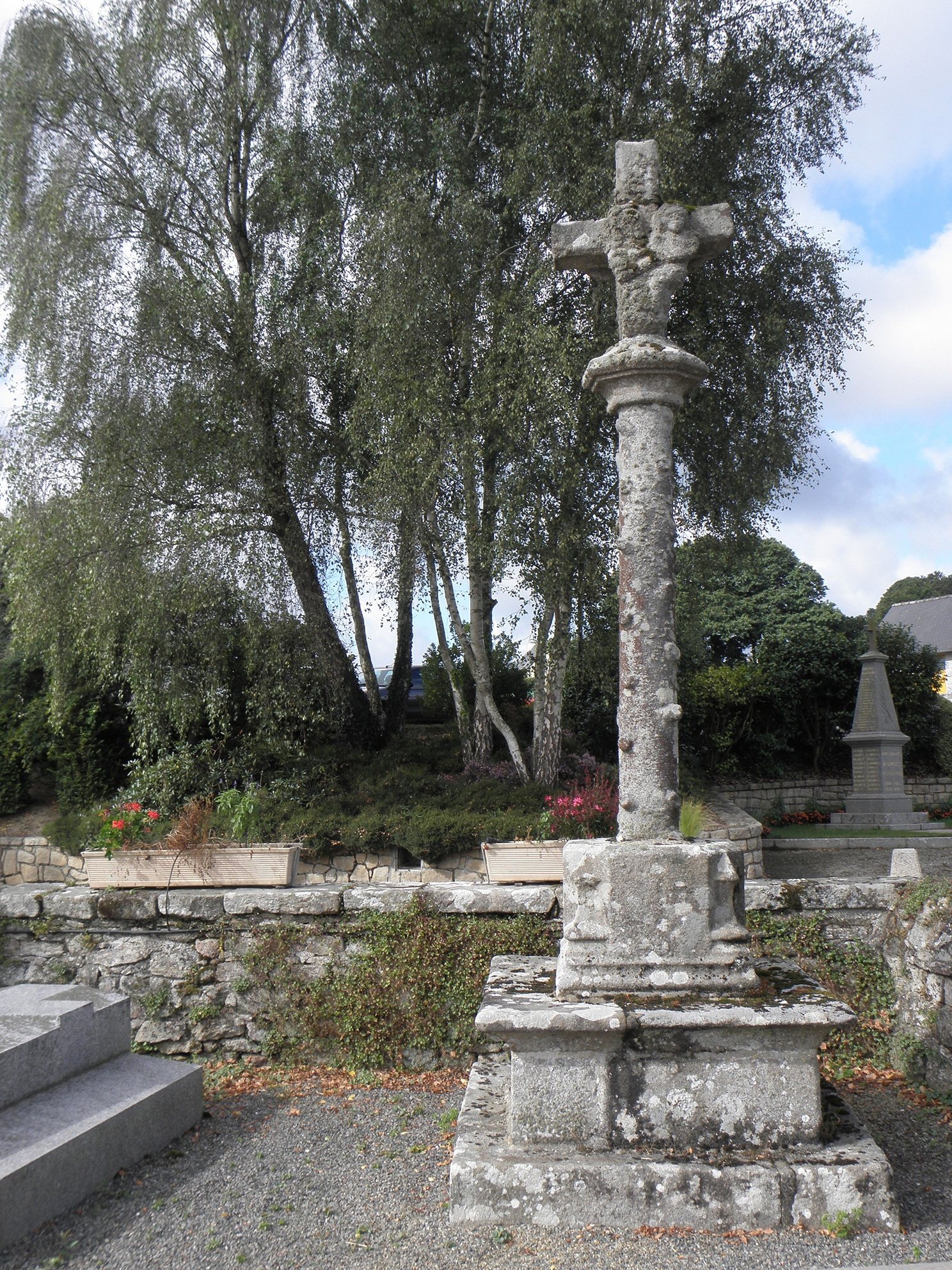
Croix du XVIe siècle.

### Langue bretonne
- L’adhésion à la charte Ya d'ar brezhoneg a été votée par le conseil municipal le 3 juin 2014.